# Беларга
Беларга (фр. Bélarga) је насеље и општина у јужној Француској у региону Лангдок-Русијон, у департману Еро која припада префектури Лодев.
По подацима из 2011. године у општини је живело 451 становника, а густина насељености је износила 109,2 становника/km². Општина се простире на површини од 4,13 km². Налази се на средњој надморској висини од 27 метара (максималној 84 m, а минималној 17 m).

## Демографија
| 1962. | 1968. | 1975. | 1982. | 1990. | 1999. | 2011. |
| ----- | ----- | ----- | ----- | ----- | ----- | ----- |
| 244   | 247   | 228   | 245   | 241   | 258   | 451   |

График промене броја становника у току последњих година